# Heinrich Risch
Heinrich Risch (* 24. August 1888 in Hildesheim; † 20. September 1962 in Hannover) war ein deutscher Politiker der SPD und war Abgeordneter des Niedersächsischen Landtages.

## Leben
Risch besuchte die Volksschule und erlernte das Dreherhandwerk. Am Ersten Weltkrieg nahm er von 1914 bis 1918 teil. Bereits 1906 war er im Metallarbeiterverband gewerkschaftlich organisiert und seit 1921 war er Mitglied der Ortsverwaltung Hildesheim der Gewerkschaft. Er war ab dem Jahr 1911 Mitglied der SPD und auch Vorsitzender der SPD-Ortsgruppe Hildesheim.
In den Jahren 1927 bis 1933 war er Bürgervorsteher-Kollegium der Stadt Hildesheim. Im Jahr 1933 wurde er unter Polizeiaufsicht gestellt und von Senking aus politischen Gründen entlassen. Bei Voß in Sarstedt fand er später wieder Arbeit. 1945 war er wieder Mitglied der Ortsverwaltung IG Metall und von 1945 bis 1954 Betriebsratsvorsitzender der Senking-Werke in Hildesheim. Seit 1946 war Risch wieder Mitglied des Rates der Stadt Hildesheim. Er starb am 20. September 1962 in Hannover.

## Politik
Risch war Mitglied des Niedersächsischen Landtages ab der dritten Wahlperiode vom 6. Mai 1955 bis zum 5. Mai 1959.